# Hana Takahashi
Pour les articles homonymes, voir Takahashi.
Hana Takahashi (高橋 はな, Takahashi Hana), née le 19 février 2000, est une footballeuse internationale japonaise.

## Biographie

### En club
Takahashi commence sa carrière en 201 avec le club du Urawa Red Diamonds.

### En équipe nationale
En 2016, elle est sélectionnée en équipe du Japon des moins de 17 ans pour disputer la Coupe du monde féminine des moins de 17 ans en 2016.
En 2018, elle est sélectionnée en équipe du Japon des moins de 20 ans pour disputer la Coupe du monde féminine des moins de 20 ans en 2018, remportée par le Japon.
Le 6 octobre 2019, elle fait ses débuts avec l'équipe nationale japonaise contre l'équipe du Canada.

## Statistiques
Le tableau ci-dessous présente les statistiques de Hana Takahashi en équipe nationale
| Équipe du Japon | Équipe du Japon | Équipe du Japon |
| Année           | Matchs          | Buts            |
| --------------- | --------------- | --------------- |
| 2019            | 1               | 0               |
| Total           | 1               | 0               |

## Palmarès
- Vainqueur de la Coupe du monde des moins de 20 ans 2018
- Finaliste de la Coupe du monde des moins de 17 ans 2016